# De Vonk (verzetsblad)
De Vonk is de naam van twee verschillende illegale blaadjes tijdens de Tweede Wereldoorlog. De bijbehorende Nederlandse verzetsorganisatie wordt als de Vonk-groep aangeduid. De Vonk is een vertaling van het Russische woord Iskra, de naam van een ondergronds blad gesticht in 1903, dat Lenin vanuit Zwitserland naar Sint-Petersburg liet smokkelen. Lenin op zijn beurt had de naam aan Poesjkin ontleend, die geschreven had Uit de Vonk zal de vlam oplaaien, waarmee het vuur van de revolutie bedoeld werd. De naam is dus een symbool voor de combinatie van begrippen als communisme, ondergronds en revolutionair.
Het ene blad is het communistische verzetsblad dat vanaf november 1940 als lokale editie van De Waarheid verspreid werd, al verscheen het eerste nummer al in oktober 1940 in Den Haag. De naam van het blad is tevens de aanduiding van de communistische verzetsgroepen in sommige steden. Sommige nummers van dat blad hebben als motto Uit de Vonk zal de vlam ontstaan (Lenin). Het andere blad is een uitgave van de Internationaal-Socialistische Beweging (ISB), die het blad vanaf januari 1941 vanuit Haarlem landelijk verspreidde. Die gebruikte voor al zijn nummers het motto Uit de Vonk zal de vlam oplaaien (Poesjkin).
Ook werd aanvankelijk in Amsterdam en later in andere plaatsen het meestal gestencilde blad verspreid. Het eerste exemplaar is gedateerd 20 januari 1941. Een enkele maal werden gedrukte exemplaren verspreid. De oplage bedroeg gemiddeld vijf- à zesduizend exemplaren. Volgens Tom Rot waren de medewerkers 'jonge socialisten die al voor mei 1940 genoeg hadden van alle kifterijen.' In de beginperiode onderhield De Vonk nauwe banden met Henk Sneevliet en Eddy Wijnkoop. Sneevliet wees iedere steun aan oorlogvoerende partijen af met het argument dat beide imperialistisch waren. Om de oorlog te beëindigen moest niet alleen het fascisme, maar ook het kapitalisme bestreden worden, en wel door het zogenaamde 'Derde Front': de samenbundeling van socialistische arbeiders en soldaten in oorlogvoerende landen. Deze 'Derde Front'-strategie werd door De Vonk onderschreven.
Na de bevrijding nam het links-socialistische weekblad De Vlam de plaats in van de illegale Vonk. Henriette Roland Holst heeft zowel voor de illegale als de legale versie geregeld artikelen geschreven.

## Internationaal-Socialistische Beweging
De oprichters van de Vonk-groep van de ISB waren Jef Last, Tom Rot, Eddy Wijnkoop en Dirk Schilp. Daarnaast waren Wim Storm en Nico Wijnen belangrijke medewerkers, evenals de revolutionaire Surinamer Anton de Kom.
Er is een verband tussen de Haagse Vonk-groep van de CPN en die van de ISB. Nico Wijnen was een prominent medewerker van de communistische Vonk-groep in Den Haag en ook Anton de Kom schreef voor het andere blad.
De ISB was een communistische organisatie die zich fel tegen de Stalin-terreur en de Sovjet-Unie keerde. Toen Duitsland de Sovjet-Unie in 1941 aanviel sprak de ISB zijn steun uit aan de Sovjet-Unie voor zover het de oorlog tegen Duitsland betrof.

## Revolutionair-Socialistische Arbeiderspartij
Er waren banden tussen de ISB en de RSAP. Sommige personen die voor De Vonk schreven waren lid van de RSAP. Tijdens de oorlog was de RSAP overgegaan in de illegale organisatie Marx-Lenin-Luxemburg-front. Daarvan waren de belangrijkste medewerkers Henk Sneevliet en Willem Dolleman. De laatste onderhield weer contacten met leden van zowel de communistische Vonk-groep in Den Haag als de Vonk-groep van de ISB.

## Galerij

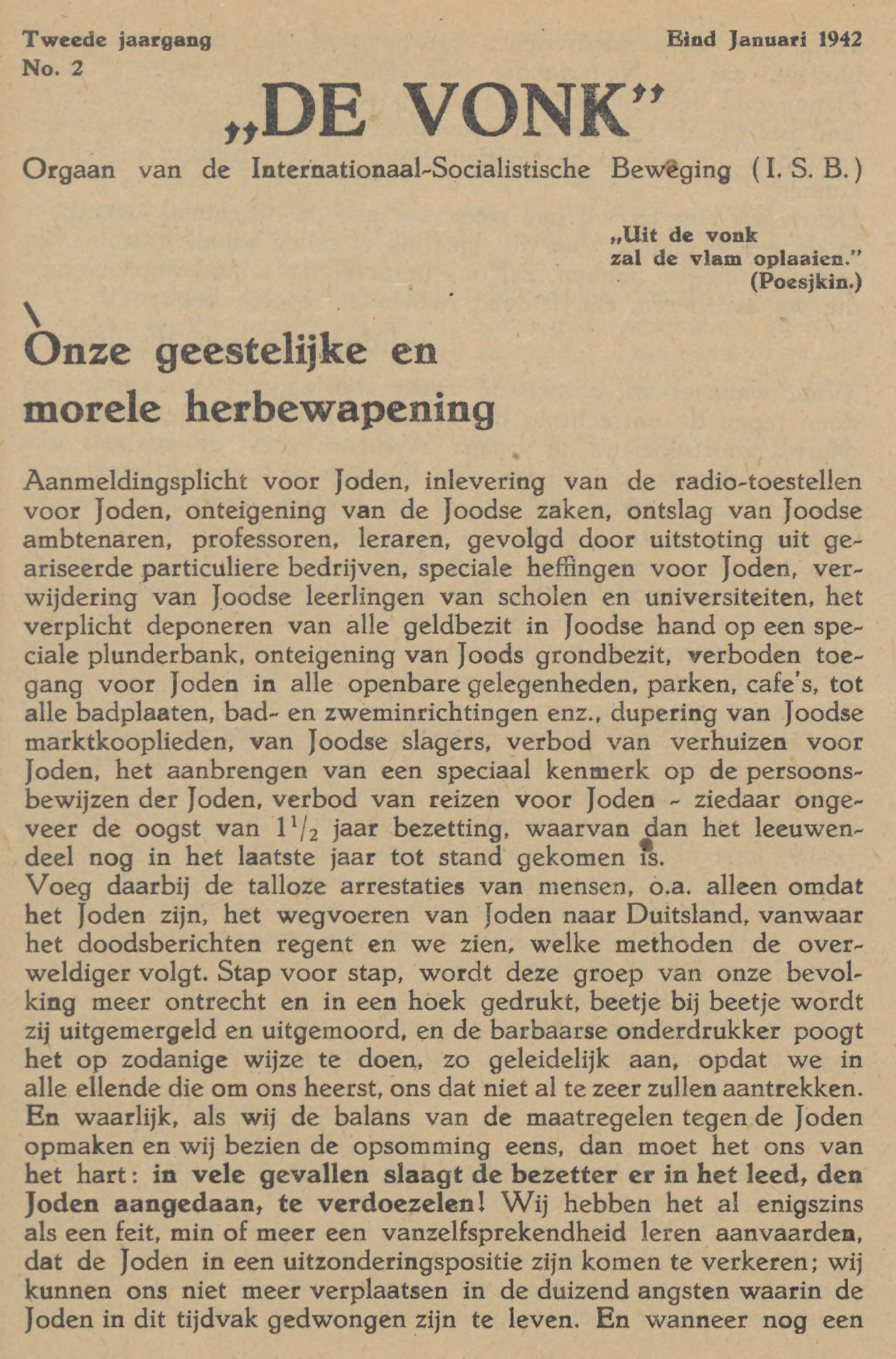
20 januari 1942, pagina 1
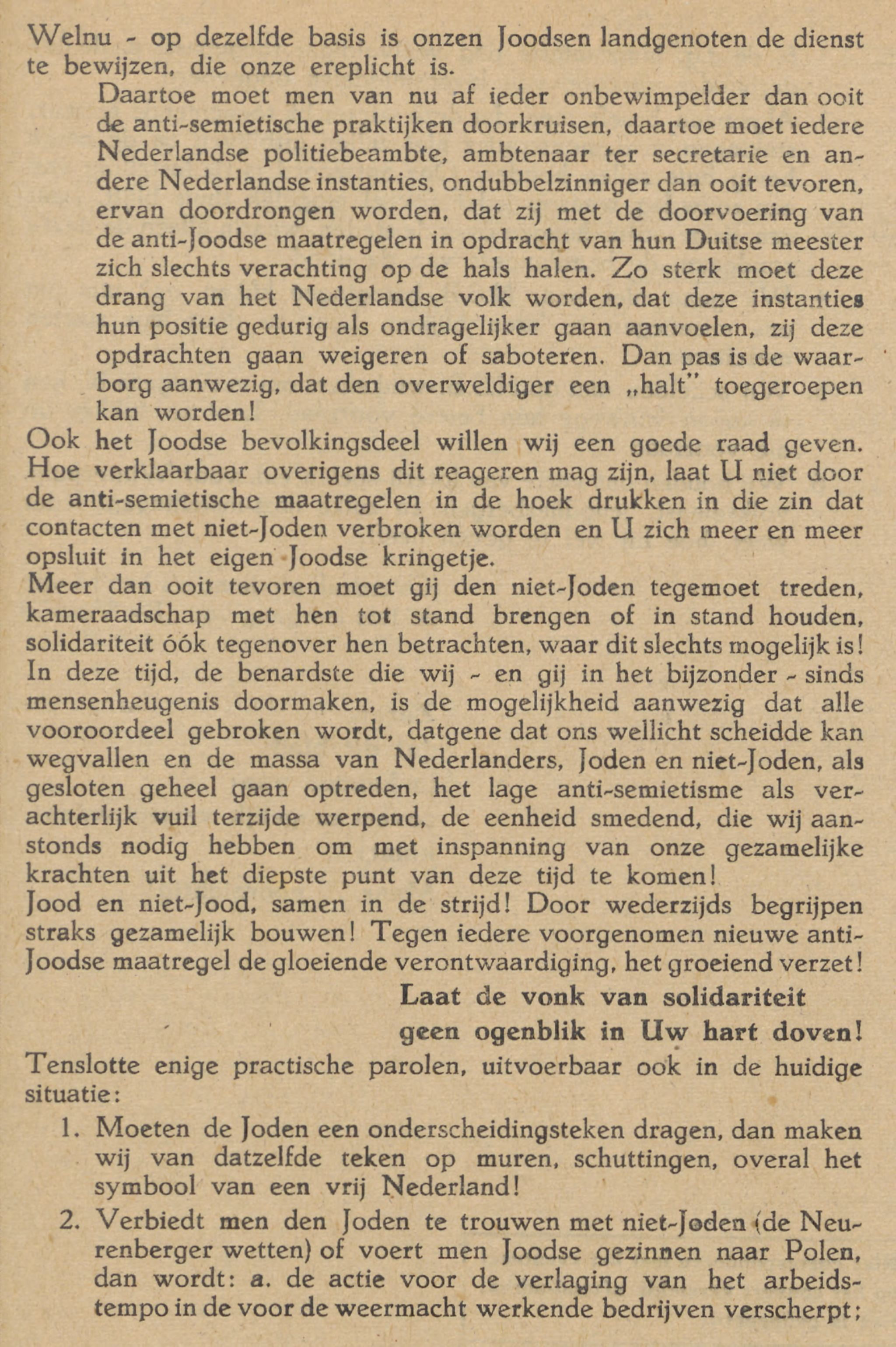
20 januari 1942, pagina 2